# Ensemble orchestral de Kanazawa
Pour les articles homonymes, voir Kanazawa (homonymie).

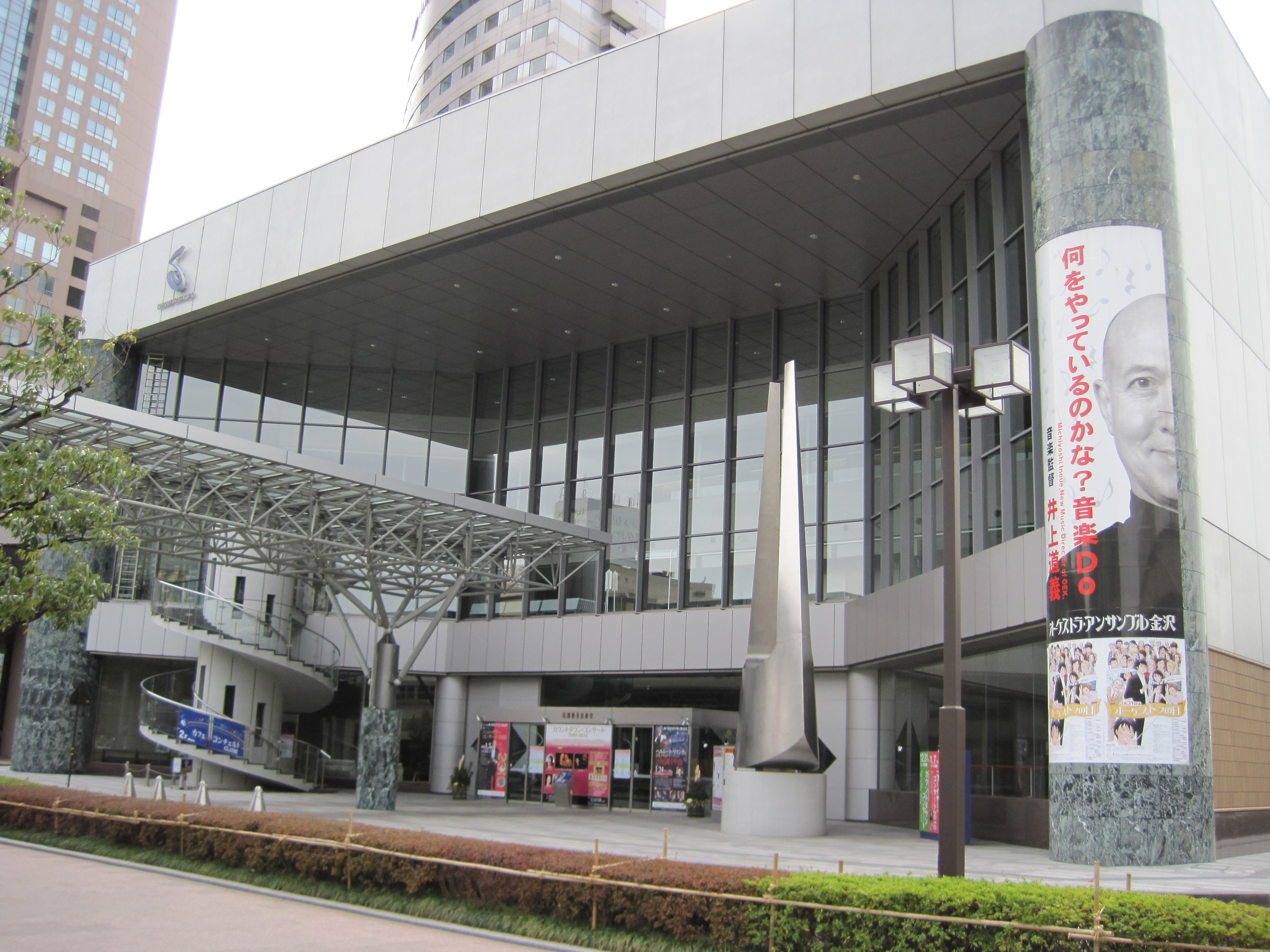
Salle de concert - Ensemble orchestral de Kanazawa

L'ensemble orchestral de Kanazawa (オーケストラ・アンサンブル金沢, Ōkesutora Ansanburu Kanazawa) est un orchestre de chambre professionnel, fondé en 1988, basé à Kanazawa dans la préfecture d'Ishikawa au Japon. Il est membre à part entière de l'« Association des orchestres symphoniques du Japon ». L'orchestre est en résidence au Ishikawa Ongakudō (salle de concert d'Ishikawa) et Marc Minkowski en est son directeur musical depuis 2018

## Activités
L'Orchestre donne plus de 100 concerts chaque année. En 1992, le CD 合奏協奏曲第1番(シュニトケ)、カルメン組曲(ビゼー) (concerto grosso no 1 de Schnittke et Carmen de Bizet) est couronné du prix de l'académie japonaise du disque. En 1994, le CD 21世紀へのメッセージ (Message pour le XXIe siècle) publié par Polydor Kabushiki Kaisha reçoit le prix artistique de l'agence pour les affaires culturelles du Japon. En 1995, l'Orchestre reçoit le grand prix Idemitsu de musique pour 1994. En 1995, le CD 21世紀へのメッセージ vol. 2 (« Message pour le XXIe siècle vol. 2 » ) est couronné du prix de l'académie du disque du Japon.  
En 2008, il a donné 128 concerts dont 7 à l'étranger, ce qui en fait le 11e orchestre japonais quant au chiffre d'affaires de concert. Le 7 janvier 2010, la salle de concert d'Ishikawa, résidence permanente de l'orchestre reçoit de la part de la fondation du Japon pour les activités artistiques régionales le prix du ministère de l'intérieur pour la collaboration avec l'orchestre pour la promotion de l'art dans la région. En 2005, le CD de l'orchestre des concertos pour piano de Mozart avec le pianiste Yoko Kikuchi reçoit le prix de musique du Pen Club.

## Directeurs musicaux
- Hiroyuki Iwaki (1988–2006)
- Michiyoshi Inoue (2007-2018)
- Marc Minkowski (2018-)

## Compositeurs en résidence
- Toshi Ichiyanagi (1988–1991)
- Maki Ishii (1988–1991)
- Yūzō Toyama (1991–1992)
- Akira Nishimura (1992–1993)
- Joji Yuasa (1993–1995)
- Tōru Takemitsu (1995–1996)
- Toshiro Mayuzumi (1996–1997)
- Shin'ichirō Ikebe (1997–1998)
- Keiko Fujiie (1998–1999)
- Hikaru Hayashi (1999–2000)
- Tetsuji Emura (2000–2001)
- Teizō Matsumura (2001–2002)
- Akira Miyoshi (2002–2003)
- Toshirō Saruya (2003–2004)
- Atsuhiko Gondai (2004–2005)
- Lera Auerbach (2004–2005)
- Michio Mamiya (2005–2006)
- Tokuhide Niimi (2006–2007)
- Toshi Ichiyanagi (2007–2008)
- Shigeaki Saegusa (2008–2009)
- Roger Boutry (2009–2010)
- Takashi Kako (2010-2011)
- Misato Mochizuki (2011–2012)
- Unsuk Chin (2012–2014)
- Atsuhiko Gondai (2014–2015)
- Toshi Ichiyanagi (2015–2016)
- Thierry Escaich (2016–2017)
- Shin'ichirō Ikebe (2017–2018)
- Miho Hazama (2018–2019)
- Kenji Sakai (2019–2020)
- Yoichi Sugiyama (2020–2021)
- Toshio Hosokawa (2021–2022)
- Shin'ichirō Ikebe (2022–2023)
- Shoichi Yabuta (2023–2024)

## Source de la traduction
- (en) Cet article est partiellement ou en totalité issu de l’article de Wikipédia en anglais intitulé « Orchestra Ensemble Kanazawa » (voir la liste des auteurs).